# Ipu (ort)
Ipu är en ort i Brasilien.   Den ligger i kommunen Ipu och delstaten Ceará, i den östra delen av landet, 1 500 km nordost om huvudstaden Brasília. Ipu ligger 250 meter över havet och antalet invånare är 26 678.
Terrängen runt Ipu är kuperad åt nordväst, men åt sydost är den platt. Ipu är det största samhället i trakten.
Omgivningarna runt Ipu är huvudsakligen savann. Runt Ipu är det ganska tätbefolkat, med 67 invånare per kvadratkilometer.